# Hitman: Contracts
Hitman: Contracts je stealth videohra z roku 2004, kterou vyvinula společnost IO Interactive a vydala společnost Eidos Interactive pro Microsoft Windows, PlayStation 2 a Xbox.
Jedná se o třetí díl videoherní série Hitman, který slouží jako remake hry Hitman: Codename 47 (2000) a zároveň jako pokračování hry Hitman 2: Silent Assassin (2002), přičemž do misí z první hry, které byly remasterovány s vylepšenou grafikou, byly začleněny herní prvky představené v druhé hře. Hra obsahuje také několik nových misí, které slouží jako flashbacky, jež prožívá naklonovaný zabiják Agent 47 poté, co byl málem zabit při neúspěšné misi.

## Vydání a ohlasy
Hra Hitman: Contracts se setkala s vesměs pozitivními recenzemi. Chvála směřovala k vylepšeným herním prvkům, grafice, soundtracku, temnějšímu tónu a atmosféře, zatímco kritika se týkala nedostatku výrazných vylepšení a podobností s předchozími dvěma hrami.
K dubnu 2009 se hry prodalo přibližně 2 miliony kopií.
V lednu 2013 vyšly porty her Hitman: Contracts, Hitman 2: Silent Assassin a pokračování Hitman: Blood Money ve vysokém rozlišení na PlayStation 3 a Xbox 360 jako Hitman HD Trilogy.